# Caitlyn Jenner

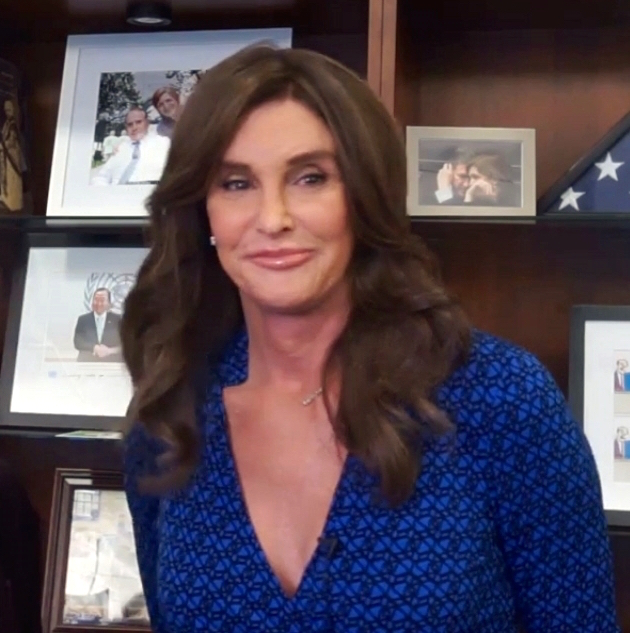
Caitlyn Jenner im Jahr 2015

Caitlyn Marie Jenner (* 28. Oktober 1949 in Mount Kisco, New York als William Bruce Jenner) ist eine US-amerikanische Sport- und TV-Persönlichkeit. Bei den Olympischen Spielen 1976 gewann sie, damals als Mann, die Goldmedaille im Zehnkampf und hielt den Zehnkampf-Weltrekord. Seit 2007 wirkt sie in der Reality-TV-Serie Keeping Up with the Kardashians mit.
Im Jahr 2015 gab Jenner bekannt, trans zu sein. Seit dem Juni desselben Jahres verwendet sie den weiblichen Vornamen Caitlyn. Sie ist seitdem Hauptfigur in der Reality-TV-Serie I Am Cait.

## Leben

### Sportliche Karriere als Bruce Jenner
Nachdem Jenner bei den Olympischen Spielen 1972 in München mit 7722 Punkten im Zehnkampf für Männer Platz 10 erreicht hatte, verbesserte Jenner sich in den Jahren danach stetig. 1974 übertraf Jenner mehrfach die 8000-Punkte-Marke. Mit 8245 Punkten gewann Jenner die Meisterschaft der AAU, mit 8308 Punkten den Länderkampf der Mehrkämpfer gegen die Sowjetunion und Deutschland. Die 8308 Punkte sicherten Jenner auch den ersten Platz in der Weltjahresbestenliste.
Am 9. und 10. August 1975 gelang Jenner in Eugene beim Länderkampf gegen die Sowjetunion und Polen mit 8524 Punkten ein erster Weltrekord. Jenner übertraf die bis dahin gültige Marke von Mykola Awilow um 70 Punkte. Da in Eugene die elektronische Zeitmessung ausgefallen war, war die tatsächliche Verbesserung des Weltrekordes nur gering. Zum Ende der Saison gewann Jenner mit 8045 Punkten den Titel bei den Panamerikanischen Spielen in Mexiko-Stadt.

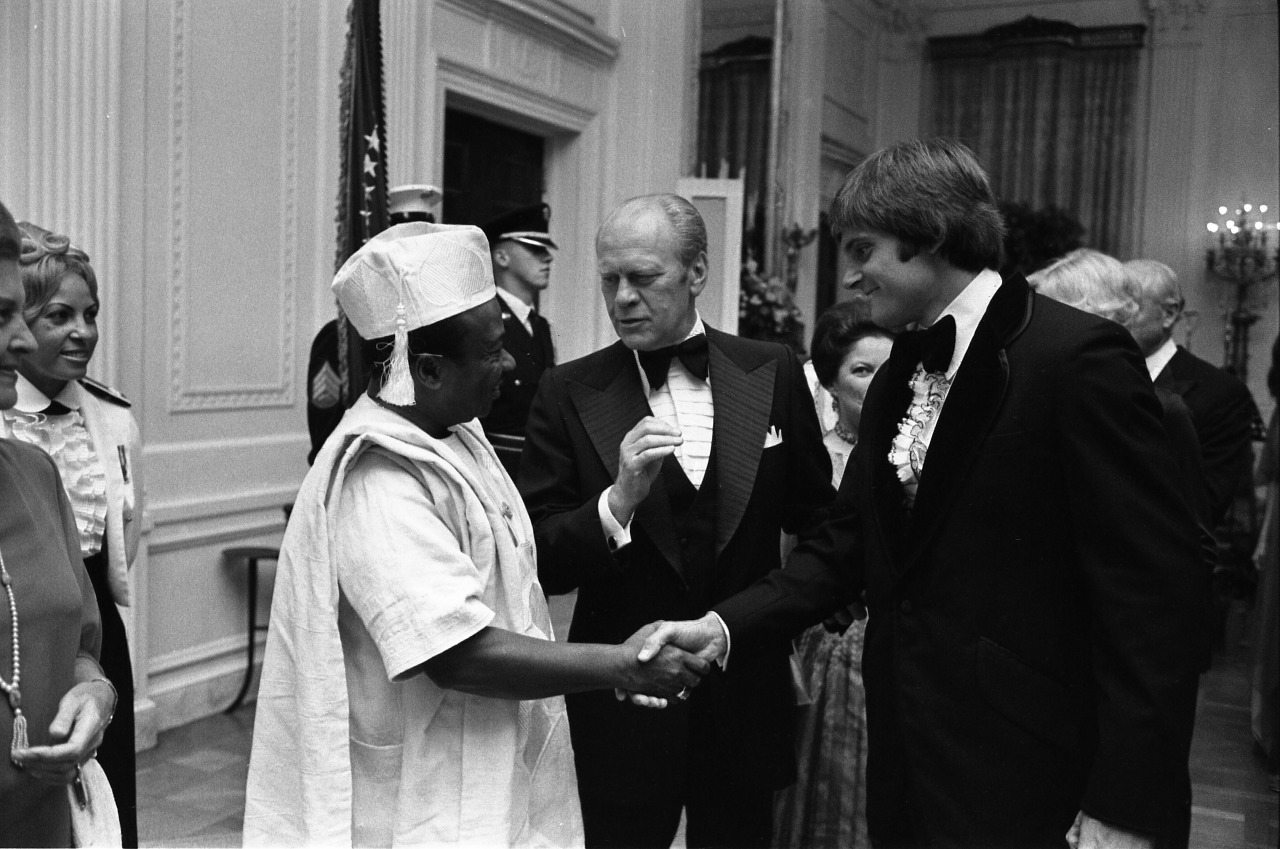
Jenner (rechts), der liberianische Präsident William Tolbert (links) und US-Präsident Gerald Ford (Mitte) am 21. September 1976 im Weißen Haus

Bei der AAU-Meisterschaft 1976, die gleichzeitig als Olympiaqualifikation diente, verbesserte Jenner in Eugene am 25. und 26. Juni den Weltrekord um 14 Punkte, wobei auch bei dieser Leistung teilweise handgestoppte Zeiten in die Wertung eingingen. Im Weitsprung wurde Jenners zweitbeste Weite in das Weltrekordprotokoll aufgenommen, weil bei Jenners bestem Versuch zu starker Rückenwind geweht hatte. Jenners Siegesleistung für die AAU-Meisterschaft lag vier Punkte über dem Weltrekord.
Bei den Olympischen Spielen in Montreal war Jenner nach den zwei Weltrekorden klar favorisiert. Nach dem ersten Tag, dem 29. Juli, lag Jenner mit 35 Punkten Rückstand hinter Guido Kratschmer und dem Titelverteidiger Mykola Awilow auf Rang 3. Erst nach der achten Disziplin, dem Stabhochsprung, übernahm Jenner die Führung. Als starker Speerwerfer und 1500-Meter-Läufer konnte Jenner den Vorsprung in den letzten beiden Disziplinen noch deutlich ausbauen. Jenner gewann mit 8618 Punkten vor Kratschmer (8411) und Awilow (8369). Nach der seit 1985 gültigen Zehnkampfwertung wird Jenners dritter und letzter Weltrekord mit 8634 Punkten bewertet.
1976 wurde Jenner mit der Sportler-des-Jahres-Auszeichnung von Associated Press geehrt und 1986 in die U.S. Olympic Hall of Fame aufgenommen.

### Außersportliche Karriere
Mit den sportlichen Erfolgen stellte sich für Jenner auch der finanzielle Erfolg ein, unter anderem durch Werbeverträge mit Visa, MCI und Coca-Cola.
Nach dem Gewinn der Goldmedaille beendete Jenner ihre sportliche Laufbahn und begann eine Karriere als Filmschauspieler. Bekannte Filme sind u. a. Supersound und flotte Sprüche (1979, OT: Can’t Stop the Music mit Village People) und Grambling’s White Tiger (1981).
Im März 2021 nahm Jenner als Phoenix an der fünften Staffel der US-amerikanischen Version von The Masked Singer teil, in der sie als zweite Teilnehmerin ausschied.

### Privates

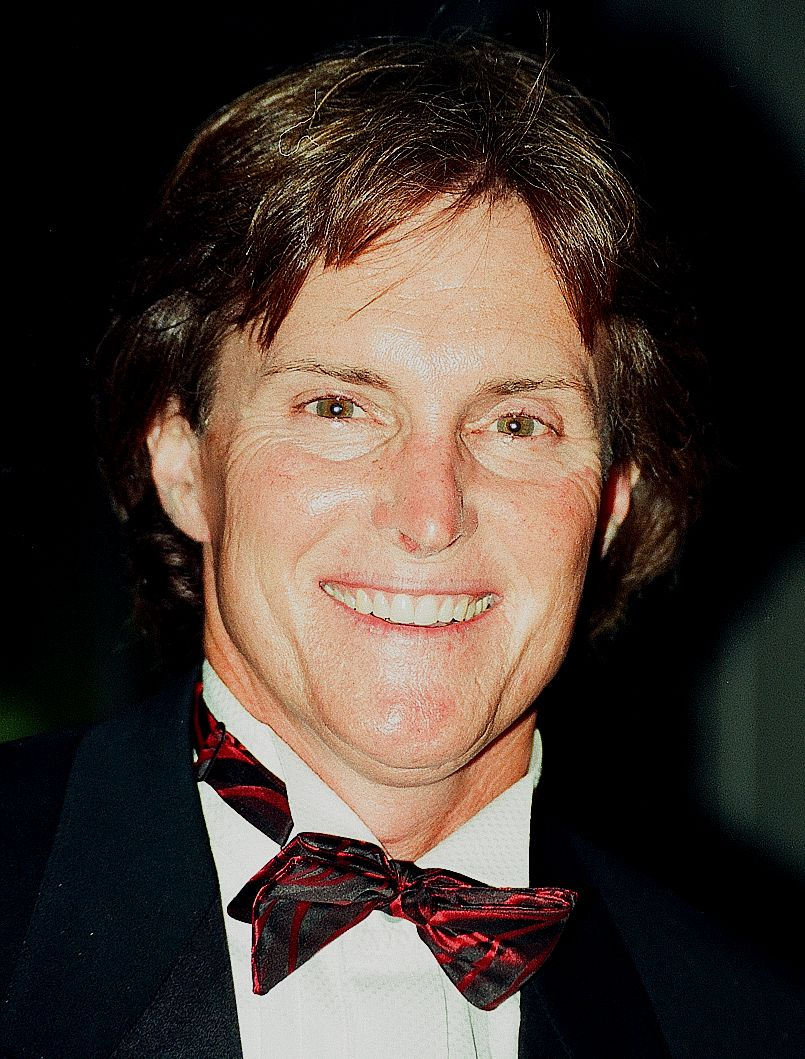
Jenner (1996)

Jenner war von 1972 bis 1981 in erster Ehe mit Chrystie Crownover verheiratet. Aus dieser Ehe stammen Sohn Burt und Tochter Casey.
In derselben Woche, in der Jenner und Chrystie Crownover geschieden wurden, heiratete Jenner die Schauspielerin Linda Thompson. Aus dieser Ehe stammen die Söhne Brandon und Brody. Im Frühjahr 1986 hatten sich Jenner und Thompson getrennt und ließen sich anschließend scheiden.
Jenner fing in den 1980ern den Prozess der Geschlechtsangleichung an, lernte dann jedoch Kris Kardashian (geborene Houghton) kennen, die Jenner 1991 in dritter Ehe heiratete. Mit ihr hat Jenner als leibliche Kinder die Töchter Kendall und Kylie, Kris brachte die Töchter Kourtney, Kim und Khloé sowie ihren Sohn Rob aus erster Ehe mit dem Anwalt Robert Kardashian mit in die Ehe. Die Ehe wurde im Dezember 2014 wegen unüberbrückbarer Differenzen geschieden. Mit Kris und deren Kindern war Jenner in der Familien-Reality-Soap Keeping Up with the Kardashians zu sehen. Ihr Sohn Brody Jenner hatte eine Rolle in der MTV-Serie The Hills.
Am 7. Februar 2015 war Jenner in einen Verkehrsunfall im kalifornischen Malibu verwickelt, bei dem eine Frau getötet und sieben weitere Personen verletzt wurden.
Am 24. April 2015 gab sie bekannt, eine trans Frau zu sein. Im Juni 2015 wurde die 65-jährige Jenner auf der Titelseite der Zeitschrift Vanity Fair als Frau abgebildet, fotografiert von der Starfotografin Annie Leibovitz. Sie gab dabei gleichzeitig ihren neuen Vornamen Caitlyn bekannt. Die Resonanz auf den Artikel war groß, das Weiße Haus unter Barack Obama gratulierte. Am 25. September gab ein Gericht ihrem Antrag auf Änderung ihres Namens und Geschlechts statt. Die bisher achtteilige Fernsehserie I Am Cait, die seit Sommer 2015 ausgestrahlt wird, dokumentiert ihre Geschlechtsangleichung. Sie war die 2015 zweithäufigstgesuchte Person auf Google.

### Politische Positionen
Jenner ist Mitglied der Republikanischen Partei und war Anhängerin von Donald Trump.
Im September 2021 kandidierte sie für das Amt des Gouverneurs von Kalifornien. Zuvor hatte eine Petition für einen Recall (Abwahlverfahren) gegen den demokratischen Amtsinhaber Gavin Newsom ausreichend Stimmen erhalten. Das Abwahlverfahren scheiterte. Jenner war eine von 53 Bewerbungen für die mögliche Nachfolge und erhielt 1 % der Stimmen.
Jenner äußert sich dezidiert gegen die Teilnahme von Transfrauen im Frauensport, wie die Schwimmerin Lia Thomas. Jenner lancierte 2023 die Initiative Fairness First und bezeichnet sich selbst als „Vertreterin des gesunden Menschenverstands“: Keine Hormontherapie der Welt könne aufheben, was eine männliche Pubertät in einem Körper bewirke. Transfrauen hätten ein größeres kardiovaskuläres System, längere Arme und Beine und mehr Muskelmasse als biologische Frauen.

## Werke
- Challenge: Bruce Jenner’s Story. 1977
- Bruce Jenners Viewers Guide to The Olympics. 1980

## Filmografie (Auswahl)
- 1980: Supersound und flotte Sprüche (Can't Stop the Music)
- 1981: CHiPs (Fernsehserie, 7 Folgen)
- 1984: Ein Colt für alle Fälle (The Fall Guy, Fernsehserie, Folge 4x12)
- 1985: Mord ist ihr Hobby (Murder, She Wrote, Fernsehserie, Folge 1x16)
- 1986: Love Boat (The Love Boat, Fernsehserie, Folge 9x13)
- 1990: A Man Called Sarge
- 1999: Der große Mackenzie (The Big Tease)
- 2002: King of the Hill (Fernsehserie, Folge 6x07)
- 2011: Jack und Jill (Jack and Jill)
- 2014: The Hungover Games

## Motorsport-Statistik

### Sebring-Ergebnisse
| Jahr | Team                  | Fahrzeug     | Teamkollege  | Teamkollege | Platzierung            | Ausfallgrund    |
| ---- | --------------------- | ------------ | ------------ | ----------- | ---------------------- | --------------- |
| 1980 | Jim Busby Industries  | March-BMW M1 | Jim Busby    | Rick Knoop  | Ausfall                | Getriebeschaden |
| 1986 | 7-Eleven Roush Racing | Ford Mustang | Scott Pruett |             | Rang 4 und Klassensieg |                 |
| 1987 | Roush Racing          | Ford Mustang | Bobby Akin   |             | Rang 8                 |                 |

## Einzelbelege
1. ↑  Dana Rose Falcone: The Masked Singer Season 5 Eliminates First Group B Contestant, Who Says 'Don't Feel Sorry for Me'. In: People. 17. März 2021, abgerufen am 18. März 2021 (englisch).
2. ↑  A. B. C. News: Linda Thompson's 'Earth-Shattering' Moment: When She Learned Caitlyn Jenner's Gender Identity. Abgerufen am 17. Juni 2025 (englisch).
3. ↑  Caitlyn Jenner reveals she had her boobs removed.
4. ↑  Erin Clements: Caitlyn Jenner opens up about transitioning in the 1980s before marriage to Kris.
5. ↑  War Bruce Jenner beim Unfall am SMS-Schreiben? Bericht in 20 Minuten vom 8. Februar 2015 (abgerufen am 10. Februar 2015).
6. ↑  Daniel E. Slotnik: Bruce Jenner Says He’s Transitioning to a Woman. In: The New York Times. 24. April 2015, abgerufen am 25. April 2015 (englisch, Erschien auch in der Printausgabe vom 25. April 2015 auf Seite B6 der New Yorker Ausgabe unter dem Titel „In Interview, Jenner Says He Identifies as a Woman“).
7. ↑  Dawin Ennis: Bruce Jenner: 'I'm A Woman'. In: Advocate.com. 24. April 2015, abgerufen am 25. April 2015 (englisch, Mit Historischer Entwicklung der öffentlichen Kommentare und Gerüchte).
8. ↑  Joanna Robinson: Annie Leibovitz Speaks for the First Time About Her Historic Caitlyn Jenner Cover.
9. ↑  Introducing Caitlyn Jenner, in vanityfair.com, abgerufen am 1. Juni 2015
10. ↑  Neue Identität für US-Star Jenner: Das Weiße Haus gratuliert. via Spiegel Online, 2. Juni 2015.
11. ↑  Jana Kasperkevic: Judge approves Caitlyn Jenner's formal request for name change. In: The Guardian. 26. September 2015, abgerufen am 27. September 2015 (englisch).
12. ↑  n-tv Nachrichtenfernsehen: Caitlyn Jenner entkommt Strafe.
13. ↑  Felix Stephan: Caitlyn Jenner: Triumph der Freikörperkultur. via Die Zeit, 3. Juni 2015.
14. ↑  Here Are the 10 Most Popular People of the Year According to Google. In: Cosmopolitan. 16. Dezember 2015, abgerufen am 5. März 2016.
15. ↑  Caitlyn Jenner wendet sich gegen Trump. In: Der Spiegel. 26. Oktober 2018, abgerufen am 15. August 2021.
16. ↑  Kalifornien: Caitlyn Jenner kandidiert offiziell für Gouverneursamt. In: Der Spiegel. 23. April 2021, abgerufen am 23. April 2021.
17. ↑  Dr. Shirley N. Weber: California Gubernatorial Recall Election - Statement of Vote, September 14, 2021 CA Secretary of State, 22. Oktober 2021, abgerufen am 25. November 2021
18. ↑  Caitlyn Jenner war als Bruce «The World’s Greatest Athlete». Heute kämpft sie gegen Transgender im Frauensport In: Neue Zürcher Zeitung vom 8. August 2023

| Personendaten    | Personendaten                                 |
| ---------------- | --------------------------------------------- |
| NAME             | Jenner, Caitlyn                               |
| ALTERNATIVNAMEN  | Jenner, William Bruce (Geburtsname)           |
| KURZBESCHREIBUNG | US-amerikanische Sport- und TV-Persönlichkeit |
| GEBURTSDATUM     | 28. Oktober 1949                              |
| GEBURTSORT       | Mount Kisco, New York                         |